# Jon Husted
Jon Allen Husted (Royal Oak, Michigan, 1967. augusztus 25. –) amerikai politikus, 2025 óta az Egyesült Államok szenátora Ohio államból. A Republikánus Párt tagja, korábban 2019 és 2025 között az állam alkormányzója, illetve 2011 és 2019 között külügyminisztere volt.
Husted Michiganben született, amelyet követően egy montpelier-i család fogadta örökbe. A Daytoni Egyetemen végezte tanulmányait, az amerikaifutball-csapat tagja volt, harmadik divíziós NCAA-bajnok lett. A Toledói Egyetem edzői pozíciót ajánlott számára tanulmányai során, de ő inkább a politika felé fordult. 2000-ben megválasztották állami képviselőnek, házelnök, majd szenátor is lett.
2010-ben választották meg először Ohio külügyminiszterének, amely pozícióban két terminuson keresztül szolgált. Ebben az időszakban többször is használt taktikákat, amelyek egyes polgárok szavazójogának ellehetetlenítésére szolgált. Szavazási védelmet biztosított családon belüli erőszak áldozatainak 2018-ban elindult a kormányzói posztért, de visszalépett Mike DeWine javára, hogy alkormányzója legyen. 2021-ben, Rob Portman szenátor visszavonulása után Husted egyike volt a lehetséges republikánus utódoknak, de nem indult el a választáson.
2025 januárjában DeWine Hustedet jelölte a J. D. Vance távozása következtében megüresedett szenátori pozícióra az Egyesült Államok Kongresszusában, de ezt Husted eredetileg elutasította, hogy 2026-ban induljon a kormányzóválasztáson. Január 21-én iktatták be.